# Micki DuPont
Michael DuPont (né le 15 avril 1980 à Calgary dans l'Alberta) est un joueur canadien professionnel de hockey sur glace.

## Carrière en club
DuPont évolue en temps normal en tant que défenseur et a commencé sa carrière en 1996-97 avec les Blazers de Kamloops de la Ligue de hockey de l'Ouest. En 1999-2000, il reçoit le prix de meilleur défenseur de la Ligue canadienne de hockey et il est par la suite choisi par les Flames de Calgary  au cours du repêchage d'entrée dans la Ligue nationale de hockey en neuvième ronde (207e choix). Il reçoit également le trophée Bill Hunter du meilleur défenseur de la LHOu.
Il ne commencera pas de suite dans la LNH mais rejoindra la franchise associée aux Flames : les Flames de Saint-Jean. Il jouera deux matchs dans la LNH en 2001-2002 pour les Flames avant d'être échangé aux Penguins de Pittsburgh.
Le 11 mars 2003, il rejoint donc la Pennsylvanie mais sera affecté à l'équipe de LAH des Penguins de Wilkes-Barre/Scranton.
La saison d'après, il quitte l'Amérique du Nord et rejoint les Eisbären Berlin du championnat d'Allemagne de hockey sur glace pour qui il jouera trois saisons et sera champion d'Allemagne pour les saisons 2004-2005 et 2005-2006.
Pour la saison 2006-2007, il rejoint les Penguins de WBS puis sera intégré à l'effectif des Penguins de Pittsburgh et fera son premier match avec les Pens lors d'une défaite contre les Rangers de New York le 7 décembre 2006. Le 3 juillet 2007, il signe un contrat avec les Blues de Saint-Louis mais au bout de deux matchs de la saison 2007-2008, il est affecté à l'équipe de la LAH, les Rivermen de Peoria.

## Statistiques
| Saison      | Équipe                 | Ligue       |     | Saison régulière | Saison régulière | Saison régulière | Saison régulière | Saison régulière |   | Séries éliminatoires | Séries éliminatoires | Séries éliminatoires | Séries éliminatoires | Séries éliminatoires |
| Saison      | Équipe                 | Ligue       | PJ  | B                | A                | Pts              | Pun              | PJ               | B | A                    | Pts                  | Pun                  |                      |                      |
| 1996-1997   | Blazers de Kamloops    | LHOu        | 59  | 8                | 27               | 35               | 39               | 5                | 0 | 4                    | 4                    | 8                    |                      |                      |
| 1997-1998   | Blazers de Kamloops    | LHOu        | 71  | 13               | 41               | 54               | 93               | 7                | 0 | 1                    | 1                    | 10                   |                      |                      |
| 1998-1999   | Blazers de Kamloops    | LHOu        | 59  | 8                | 27               | 35               | 110              | 15               | 2 | 8                    | 10                   | 22                   |                      |                      |
| 1999-2000   | Blazers de Kamloops    | LHOu        | 70  | 26               | 62               | 88               | 156              | 4                | 0 | 2                    | 2                    | 17                   |                      |                      |
| 1999-2000   | Ice Dogs de Long Beach | LIH         | 1   | 0                | 0                | 0                | 0                | -                | - | -                    | -                    | -                    |                      |                      |
| 1999-2000   | Gulls de San Diego     | WCHL        | -   | -                | -                | -                | -                | 7                | 2 | 2                    | 4                    | 0                    |                      |                      |
| 2000-2001   | Flames de Saint-Jean   | LAH         | 67  | 8                | 21               | 29               | 28               | 19               | 1 | 9                    | 10                   | 14                   |                      |                      |
| 2001-2002   | Flames de Saint-Jean   | LAH         | 77  | 7                | 33               | 40               | 77               | -                | - | -                    | -                    | -                    |                      |                      |
| 2001-2002   | Flames de Calgary      | LNH         | 2   | 0                | 0                | 0                | 2                | -                | - | -                    | -                    | -                    |                      |                      |
| 2002-2003   | Flames de Calgary      | LNH         | 16  | 1                | 2                | 3                | 4                | -                | - | -                    | -                    | -                    |                      |                      |
| 2002-2003   | Flames de Saint-Jean   | LAH         | 44  | 12               | 21               | 33               | 73               | -                | - | -                    | -                    | -                    |                      |                      |
| 2002-2003   | Penguins de WBS        | LAH         | 14  | 1                | 4                | 5                | 16               | 6                | 3 | 0                    | 3                    | 21                   |                      |                      |
| 2003-2004   | Eisbären Berlin        | DEL         | 45  | 10               | 22               | 32               | 76               | 10               | 3 | 6                    | 9                    | 35                   |                      |                      |
| 2004-2005   | Eisbären Berlin        | DEL         | 51  | 11               | 22               | 33               | 93               | 11               | 2 | 5                    | 7                    | 41                   |                      |                      |
| 2005-2006   | Eisbären Berlin        | DEL         | 52  | 11               | 21               | 32               | 78               | 11               | 4 | 10                   | 14                   | 10                   |                      |                      |
| 2006-2007   | Penguins de WBS        | LAH         | 78  | 18               | 33               | 51               | 101              | 11               | 5 | 9                    | 14                   | 16                   |                      |                      |
| 2006-2007   | Penguins de Pittsburgh | LNH         | 3   | 0                | 1                | 1                | 4                | -                | - | -                    | -                    | -                    |                      |                      |
| 2007-2008   | Rivermen de Peoria     | LAH         | 76  | 10               | 36               | 46               | 77               | -                | - | -                    | -                    | -                    |                      |                      |
| 2007-2008   | Blues de Saint-Louis   | LNH         | 2   | 0                | 0                | 0                | 2                | -                | - | -                    | -                    | -                    |                      |                      |
| 2008-2009   | EV Zoug                | LNA         | 50  | 13               | 19               | 32               | 58               | 10               | 2 | 3                    | 5                    | 4                    |                      |                      |
| 2009-2010   | EV Zoug                | LNA         | 46  | 7                | 18               | 25               | 48               | 11               | 1 | 6                    | 7                    | 14                   |                      |                      |
| 2010-2011   | Kloten Flyers          | LNA         | 49  | 11               | 30               | 41               | 32               | 7                | 3 | 3                    | 6                    | 4                    |                      |                      |
| 2011-2012   | Kloten Flyers          | LNA         | 49  | 6                | 35               | 41               | 87               | 5                | 1 | 0                    | 1                    | 0                    |                      |                      |
| 2012-2013   | Kloten Flyers          | LNA         | 49  | 7                | 19               | 26               | 16               | 5                | 1 | 1                    | 2                    | 2                    |                      |                      |
| 2013-2014   | Kloten Flyers          | LNA         | 48  | 7                | 22               | 29               | 66               | 16               | 1 | 4                    | 5                    | 12                   |                      |                      |
| 2014-2015   | Kloten Flyers          | LNA         | 48  | 2                | 21               | 23               | 26               | 6                | 1 | 0                    | 1                    | 0                    |                      |                      |
| 2015-2016   | Eisbären Berlin        | DEL         | 52  | 10               | 22               | 32               | 48               | 7                | 1 | 3                    | 4                    | 8                    |                      |                      |
| 2016-2017   | Eisbären Berlin        | DEL         | 45  | 9                | 20               | 29               | 36               | 13               | 0 | 5                    | 5                    | 12                   |                      |                      |
| 2017-2018   | Eisbären Berlin        | DEL         | 52  | 7                | 16               | 23               | 42               | 18               | 1 | 7                    | 8                    | 8                    |                      |                      |
| 2018-2019   | Eisbären Berlin        | DEL         | 52  | 5                | 23               | 28               | 32               | 8                | 0 | 8                    | 8                    | 10                   |                      |                      |
| Totaux LAH  | Totaux LAH             | Totaux LAH  | 356 | 56               | 148              | 204              | 372              | 36               | 9 | 18                   | 27                   | 51                   |                      |                      |
| Totaux LNH  | Totaux LNH             | Totaux LNH  | 23  | 1                | 3                | 4                | 12               | -                | - | -                    | -                    | -                    |                      |                      |
| Totaux LHOu | Totaux LHOu            | Totaux LHOu | 259 | 55               | 147              | 202              | 398              | 31               | 2 | 15                   | 17                   | 57                   |                      |                      |

## Trophées et honneurs
- 1999-2000: Défenseur de la saison LCH et trophée Bill Hunter. Il est également sélectionné dans l'équipe d'étoiles de la LHOu.
- 2000-01: Sélectionné dans l'équipe des recrues de la LAH.

## Carrière internationale
Il a joué pour l'équipe du Canada lors du championnat du monde 2006 et a été crédité d'une aide.